# Мария Пророчица
Мария Пророчица (также: Мария Еврейка, Мария Гречанка, Мария Коптская) — первая женщина-алхимик, предположительно жившая в I или III в. н. э.; возможная основательница александрийской алхимической школы, изобретательница ряда химических аппаратов и процессов, используемых по сей день.

## Происхождение
Большинство историков считают Марию еврейкой. Алхимик Олимпиодор (IV в. н. э.) приводит знаменитый отрывок, из-за которого Марию стали называть еврейкой. Говоря о «святости» своей книги (трактата «О печах и приборах», сохранившегося в пересказе Зосима Панополита), Мария предостерегает: «Не прикасайся к ней (если ты не из рода Авраамова), когда ты и впрямь не из нашего рода». Смысл этой фразы не вполне ясен, так как отрывок, заключенный в скобки, некоторым представляется глоссой, вставленной в текст позднейшим переписчиком.
Некоторые ошибочно отождествляли Марию Пророчицу с Мириам-пророчицей (сестрой Моисея) или с Марией Магдалиной.
Швейцарский исследователь Курт Зелигманн считает, что прозвище Марии «еврейка» неверно, считая, что скорее её следовало бы назвать «Марией гречанкой».
Мария упоминается Зосимом Панополитом в IV в. в наиболее раннем сохранившимся до наших дней алхимическом трактате, а также александрийским алхимиком Останом.

## Открытия

Трибикос

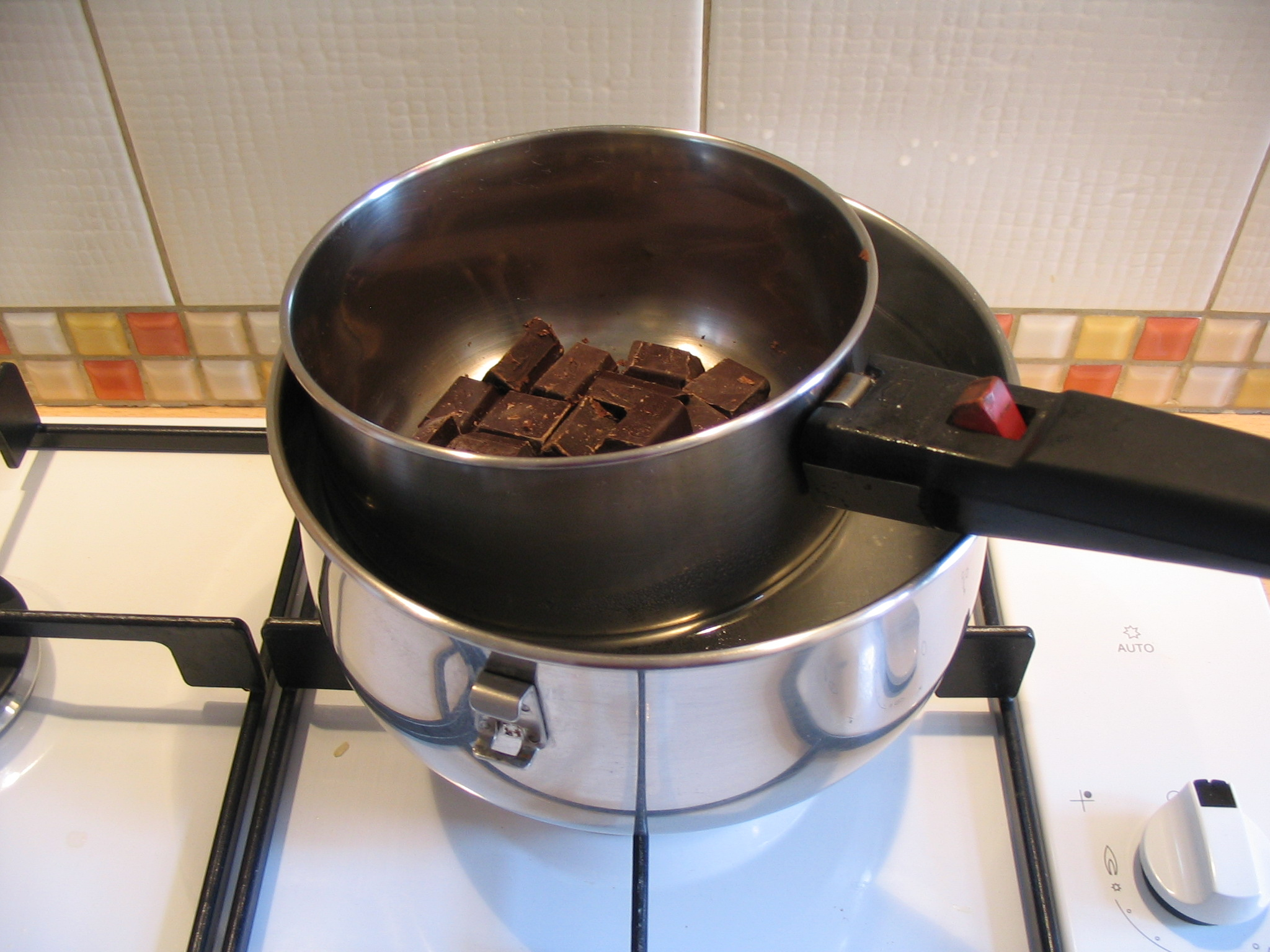
Современное использование бенмари в кулинарии

Мария Пророчица была изобретателем бенмари — водяной бани особой конструкции, используемой в алхимии и химии. Баня позволяла очень медленно нагревать вещества, и сегодня она используется в кулинарии при нагреве соусов.
Она также была создателем керотакиса — закрытого сосуда, в котором подвергались воздействию пара тончайшие пластинки различных металлов, и трибикоса — аппарата, напоминающего перегонный. При помощи этих аппаратов, обладая знаниями о разной температуре кипения различных жидкостей, Мария Пророчица научилась разделять жидкие смеси на отдельные вещества. Это были первые шаги на пути к производству крепкого алкоголя и эссенций.

## Философские взгляды
Ей приписывается высказывание: «Одно становится двумя, а два — тремя, и [благодаря] третьему одно — четвёртое». (Аксиома Марии)
К. Юнг толковал эту мысль как путь к индивидуализации.